# Новец (Харовский район)
Новец — деревня в Харовском районе Вологодской области.
Входит в состав Азлецкого сельского поселения, с точки зрения административно-территориального деления — в Азлецкий сельсовет.
Расстояние по автодороге до районного центра Харовска — 60 км, до центра муниципального образования Поповки — 6 км. Ближайшие населённые пункты — Кузнецовская, Плесниха, Семеновская, Мартыниха.
По данным переписи в 2002 году постоянного населения не было.